# Chaniu
Chaniu (em chinês tradicional: 單于, chinês simplificado: 单于, pinyin: Chányú) ou shanyu (善于), abreviação de Chengli Gutu Chanyu (em chinês: 撐犁孤塗單于; pinyin: Chēnglí Gūtu Chányú), foi o título honorífico utilizado pelos governantes supremos das confederações nômades da Ásia Central por 800 anos, até ser substituído pelo título de grão-cã, em 402 d.C.
O título ficou famoso por ter sido usado pelo clã dominante Luandi, dos Xiongnu, durante a dinastia Qin (221–206 a.C.) e a dinastia Han (206 a.C.–220 d.C.) na China. Posteriormente também foi usado, embora de forma esporádica, pelos chineses para se referir aos líderes dos tujué.